# قصر ابن سمحان
قصر السمحان أو قصر ابن سمحان أو قصر مريحيل السمحان الشراري، هو أحد القصور التي بدأت مراحلها الأولى لتشجيع البدو لهجر حياة البادية، بُنيَ قبل توحيد المملكة سنة 1345هـ/1926م، ويقع قصر الشيخ مريحيل السمحان الشراري في منطقة الجوف  شرق محافظة القريات بالعين البيضاء بالجزء الغربي لوادي السرحان، وهو من المواقع التي تمر بها قوافل التجار من وسط المملكة لبلاد الشام ومصر. وفي القصر أنشأت أول مدرسة كتاتيب تعليمية في شمال الجزيرة العربية سنة 1346هـ/1927م وذلك من أجل تعليم أبناء الهجر والبادية حفظ القرآن الكريم ومبادئ القراءة والكتابة، وكان الشيخ مريحيل السمحان الشراري هو المتكفل بنفقات التدريس والمدرسين، والقصر حالياً فقد تم إهماله من ناحية أهله ومن ناحية إدارة الآثار.

## تخطيط القصر
يحتوي القصر على عدة مرافق خدمية كانت تقدم الكثير من الخدمات للبادية الرحل في وادي السرحان فهو يتكون من برج وعدة غرف متوسطة المساحة ومسجد ملاحق للقصر ومشب للنار وفناء، وفي القصر أنشأت أول مدرسة كتاتيب تعليمية في شمال الجزيرة العربية سنة 1346هـ/1927م وذلك من أجل تعليم أبناء الهجر والبادية حفظ القرآن الكريم ومبادئ القراءة والكتابة، وكان الشيخ مريحيل السمحان الشراري هو المتكفل بنفقات التدريس والمدرسين.

## التاريخ

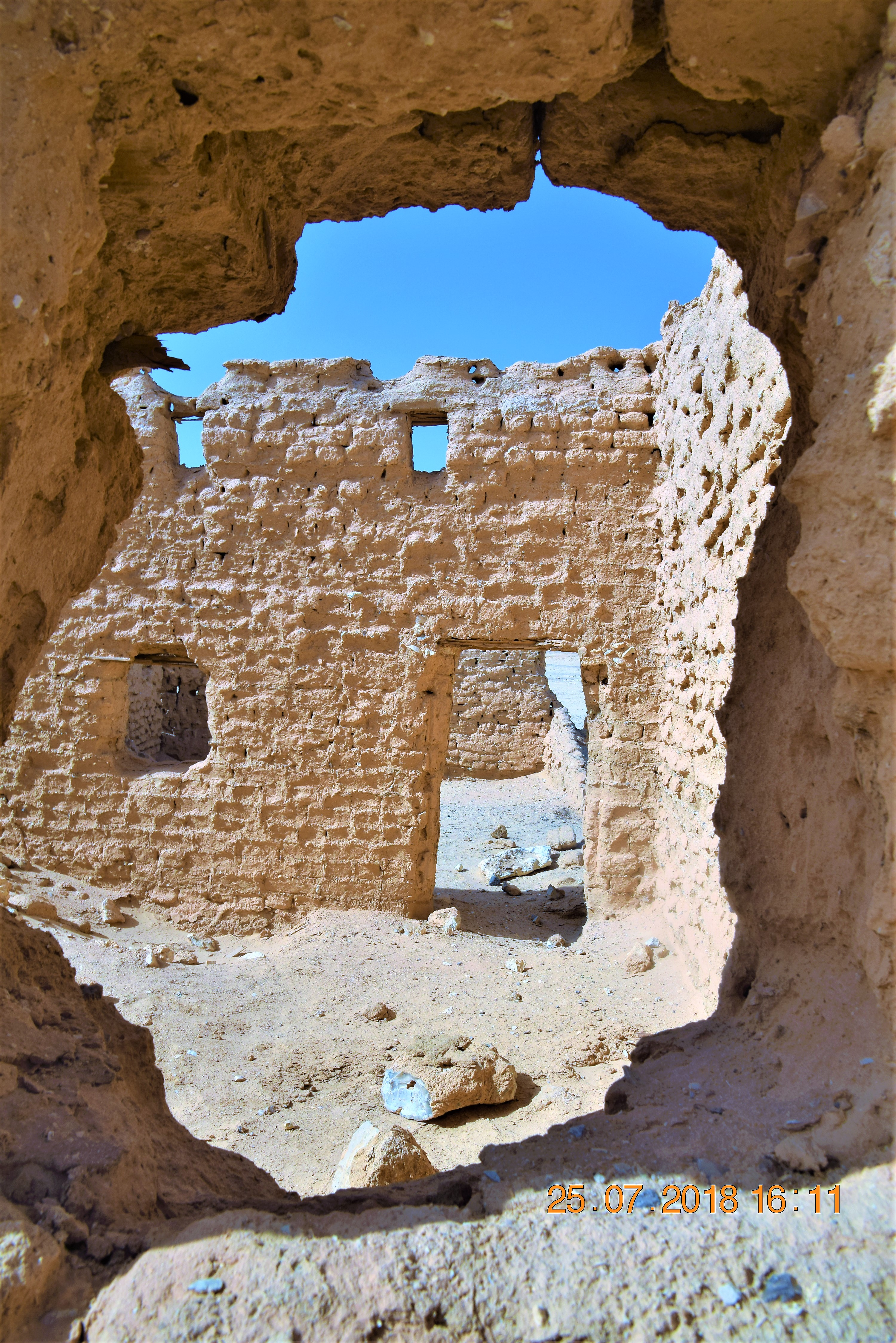

بُنيَ القصر قبل توحيد المملكة سنة 1345هـ/1926م من قبل الشيخ مريحيل بن هليل بن عوض بن سالم السمحان الشراري من الحمدان من العويمرات من الضباعين من قبيلة الشرارات المتوفي بحدود سنة 1362هـ/1943م، وهو احد الرجال الموالين لحكم الملك عبدالعزيز آل سعود قبل حتى أن تدخل منطقة القريات ووادي السرحان في حكم المؤسس، وأنشأ في القصر أول مدرسة كتاتيب تعليمية في شمال الجزيرة العربية سنة 1346هـ/1927م وذلك من أجل تعليم أبناء الهجر والبادية حفظ القرآن الكريم ومبادئ القراءة والكتابة، وكان هو المتكفل بنفقات التدريس والمدرسين، وقد كان مريحيل السمحان الشراري أول رجل ساهم في توطين الباديه واستقرارها في مكان للسكن قبل نشأت الهجر، حيث قام ببناء قصره هناك وسمي باسمه. وهناك وثيقة سلمت له من امير الجوف سنة (22 رجب - 1354هـ/10 اكتوبر - 1935م) للتوطين بأمر من الملك عبدالعزيز.
نص الوثيقة التي تبين هجرة مريحيل السمحان:
نظراً لأمر جلالة مولاي ملك المملكة العربية السعودية أيده الله قد رخصنا إلى مريحيل السمحان في سكن البيضاء والجفيرات وجميع من يرغب السُكنَى عنده من الشرارات فلا مانع من ذلك ينزلون ويزرعون ويبنون محلات ولأجل عدم معارضتهم كتبت لهم هذه الوثيقة والسلام 22 رجب 1354هـ.

## مواد البناء
- بني القصر من اللبن والخشب
- كان العمال يصنعون اللبن عن طريق وضع الطين المخلوط مع التبن في قوالبٍ؛ فإذا جفت بنوا بهاوتم بناء القصر على لبنتين.
- تم سقف المسجد والقصر بالخشب الذي قام مريحيل بإحضاره من أماكن بعيدة، وتم نقله على الإبل حيث لم يكن في وادي السرحان آنذاك أشجار كبيرة لصنع الأخشاب والاستفادة منها في البناء عدا اشجار صغيرة وهي أشجار الرعي.[4]

## وصلات خارجية
- قصر (بن سمحان) في كتاب توثيقي.